# Лазова река
Лазова река (или Гурковска река) е река в Южна България, област Стара Загора, община Гурково, ляв приток на Радова река от басейна на Тунджа. Дължината ѝ е 21 km.
Лазова река извира под името Екенова река на 1147 m н.в. в Елено-Твърдишка планина на Стара планина, на 4,8 km западно от Твърдишки проход. До рудник „Паисий" тече на югозапад, а след това на юг в много дълбока и силно залесена долина. В района на местността Лазово има малко долинно разширение. В северния край на град Гурково излиза от планината, преминава през града и на 1,3 km южно от него се влива отляво в Радова река от басейна на Тунджа на 295 м н.в.
Площта на водосборния басейн на Лазова река възлиза на 54 km2, което представлява 22,5% от водосборния басейн на река Радова река. Основни притоци: → ляв приток, ← десен приток
- → Манастирска река
- → Варовитата река
- ← Широка река
- → Студения дол
- → Марков трап

Реката е с основно дъждовно подхранване с максимум март-юни и минимум от юли до октомври.
По течението на реката е разположен само град Гурково.
Водите на реката в най-долното си течение се използват за напояване.

## Топографска карта
- Лист от карта K-35-40. Мащаб: 1 : 100 000.
- Лист от карта K-35-52. Мащаб: 1 : 100 000.